# Восточное сельское поселение (Усть-Лабинский район)
Восточное сельское поселение — муниципальное образование в Усть-Лабинском районе Краснодарского края России.
В рамках административно-территориального устройства Краснодарского края ему соответствует Восточный сельский округ.
Административный центр и единственный населённый пункт — станица Восточная.

## Население
| 2010  | 2012  | 2013  | 2014  | 2015  | 2016  | 2017  |
| ----- | ----- | ----- | ----- | ----- | ----- | ----- |
| 2064  | ↘2044 | ↘2030 | ↘2020 | ↘2019 | ↗2027 | ↘2022 |
| 2018  | 2019  | 2020  | 2021  | 2023  |       |       |
| ↘2001 | ↘1974 | ↘1960 | ↘1897 | ↘1875 |       |       |